# 토미리스

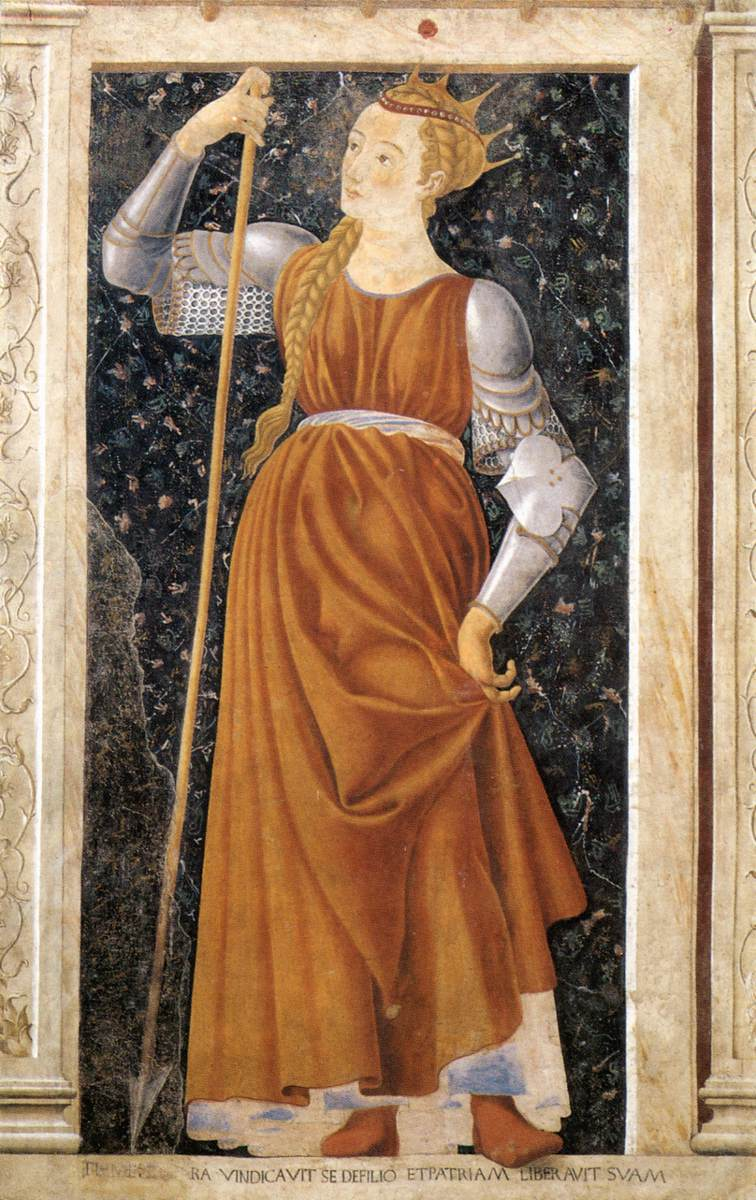

토미리스(Tomyris)는 헤로도토스의 《역사》에 나오는 키루스 2세를 모살했다고 전하는 스키타이 족 일파 마사게타이족의 여왕이다.
토미리스는 후대 그리스인들이 붙여준 이름이며, 그녀의 남편, 이름은 밝혀진 바 없다. 헤로도토스의 '역사'에 따르면 키루스 2세가 마사게타이 정벌 당시 그녀의 아들을 포로로 잡았고, 그녀의 아들이 수치심에 못이겨 자살한 것에 격분해 토미리스 여왕이 키루스 2세를 죽여 피가 가득찬 주머니에 그의 머리를 담갔다고 전한다. 연대적으로 세계 최초의 여왕이라고 생각되지만, 그녀의 정확한 나이, 이름 등은 밝혀지지 않았다.

## 역사
토미리스와 그 아들로 마사게타이의 군사령관이었던 스파르가피세스(Spargapises)의 이름은 이란어에서 유래한 것으로, 헤로도토스를 비롯해 그녀의 이름을 처음으로 기록한 이들이 모두 그리스인 역사학자들이었으므로 토미리스의 이름도 그리스식으로 발음된 이름이 가장 많이 쓰이고 있다.
많은 그리스 역사가들은 그녀가 아케메네스 조 페르시아의 창시자로써 그녀의 나라를 정복하려 했던 키루스 대왕을 죽이고 효수했다고 기록했다. 기원전 484년경부터 425년경까지 살았던 그리스의 역사학자 헤로도토스는 토미리스가 살았던 시절보다 거의 100여 년 뒤에 살았으며 그녀의 내력에 대해 이야기한 최초의 고전 작가였다.
토미리스의 역사는 서구 사회에서 널리 알려졌고 전설이 되었다. 이후 로마의 스트라보, 폴리아에누스, 카시오도루스 그리고 요르다니스 또한 토미리스에 대한 글을 썼으며, 그 기록은 《게타족(고트족)의 기원 및 습속》(De origine actibusque Getarum)에 남아 있다.
그리스 역사학자들의 기록에 따르면, 키루스 대왕은 마사게타이에 대한 첫 공격에서 승리했고, 그의 조언자들은 스키타이인들을 추적하기 위한 함정을 만들 것을 대왕에게 제안했는데, 이에 따라 페르시아인들은 겉으로는 방치된 것으로 보이는 장막을 많이 만들고, 그 안에 포도주를 많이 가져다 두었다. 원래 스키타이인들은 포도주를 마시는 것에 익숙하지 않았고, "그들이 가장 좋아하는 술은 발효된 암말의 젖에 탄 하시시였다." — 그리고 그들은 (키루스 대왕과 페르시아인들이 일부러 가져다 둔) 그 술을 마시고 거나하게 취해버렸다.
그리고 페르시아인들은 상대가 술에 취해 무력화되어 있는 동안 기습해서 마사게타이군을 무찔렀고, 토미리스의 아들인 군사령관 스파르가피세스를 체포했다. 그때 마사게타이 군사의 1/3은 포로가 된 자들이 사살된 자보다 많았다. 헤로도토스에 따르면 스파르가피세스는 키루스 대왕을 달래 그의 몸을 결박한 포승을 풀게 했고, 페르시아에 감금되어 있는 동안 자결하게 된다.
토미리스 여왕은 키루스에게 그의 배반을 비난하는 메시지를 보냈고, 자신의 모든 병력을 몰아 두 번째 전투에 나섰다. 그 후 벌어진 전투에서, 마사게타이는 압도적인 우위를 차지했고, 페르시아는 많은 사상자를 내며 패배했다. 헤로도토스에 따르면 키루스는 이 전투에서 죽었으며, 토미리스는 그의 목을 베어 효수하고 사람 피로 가득 채운 포도주 부대에 처 넣었다. 전해진 바에 따르면 토미리스는 이렇게 말했다고 한다. "내가 너에게 이르노니, 너의 피에 대한 갈증을 풀어 주겠다." (헤로도토스 《역사》 1.214) 반면 크세노폰은 키루스가 침대에서 평화롭게 죽었다고 전했고 그리고 많은 다른 기록들이 키루스 대왕의 죽음에 따른 다른 원인을 전하고 있다.

## 문화적 소재로써
토미리스는 르네상스 시대 유럽의 예술과 문학에서 꽤 인기있는 소재가 되었다. 예술에서 토미리스가 등장하는 일반적인 장면은 그녀가 키루스의 잘린 수급을 들고, 그것을 피가 가득 찬 그릇에 넣는 것이었다.
유스타슈 데샹(Eustache Deschamps)은 14세기 후반 그의 시에서 토미리스를 아홉 명의 여성 중 한 명으로 추가했다.

## 같이 보기
- 아마조네스